# 阿什萊克鎮區 (明尼蘇達州林肯縣)
阿什萊克鎮區（英語：Ash Lake Township）是位於美國明尼蘇達州林肯縣的一個行政鎮區。

## 地方資料
阿什萊克鎮區的面積為94.91平方千米，當中陸地面積為93.20平方千米，而水域面積為1.71平方千米。根據2020年美國人口普查的數據，當地共有人口133人，而人口密度為每平方千米1.4人。